# 棕榈酸异丙酯
棕榈酸异丙酯是一种有机化合物，化学式CH3(CH2)14COOCH(CH3)2，可看作棕榈酸与异丙醇形成的脂肪酸酯，可作为潤膚剂、增稠剂和抗静电剂。